# Southworth (Washington)
Southworth es un área no incorporada ubicada en el condado de Kitsap en el estado estadounidense de Washington.

## Geografía
Southworth se encuentra ubicado en las coordenadas 47°30′44″N 122°30′2″O / 47.51222, -122.50056.